# Lyrnessus
Lyrnessus is een geslacht van wantsen uit de familie van de Alydidae (Kromsprietwantsen). Het geslacht werd voor het eerst wetenschappelijk beschreven door Stål in 1862.

## Soorten
Het genus bevat de volgende soort:

- Lyrnessus geniculatus (Guérin-Méneville, 1857)